# ThuleTuvalu
ThuleTuvalu ist ein Dokumentarfilm des Schweizer Filmregisseurs Matthias von Gunten über die Folgen der globalen Erwärmung mit dem Anstieg des Meeresspiegels für die Bewohner der Orte Qaanaaq (‚Thule‘) im äußersten Norden Grönlands sowie der Inselgruppe Tuvalu im Pazifischen Ozean. Der Film kam in Deutschland am 13. August 2015 in die Kinos.

## Hintergrund und Inhalt

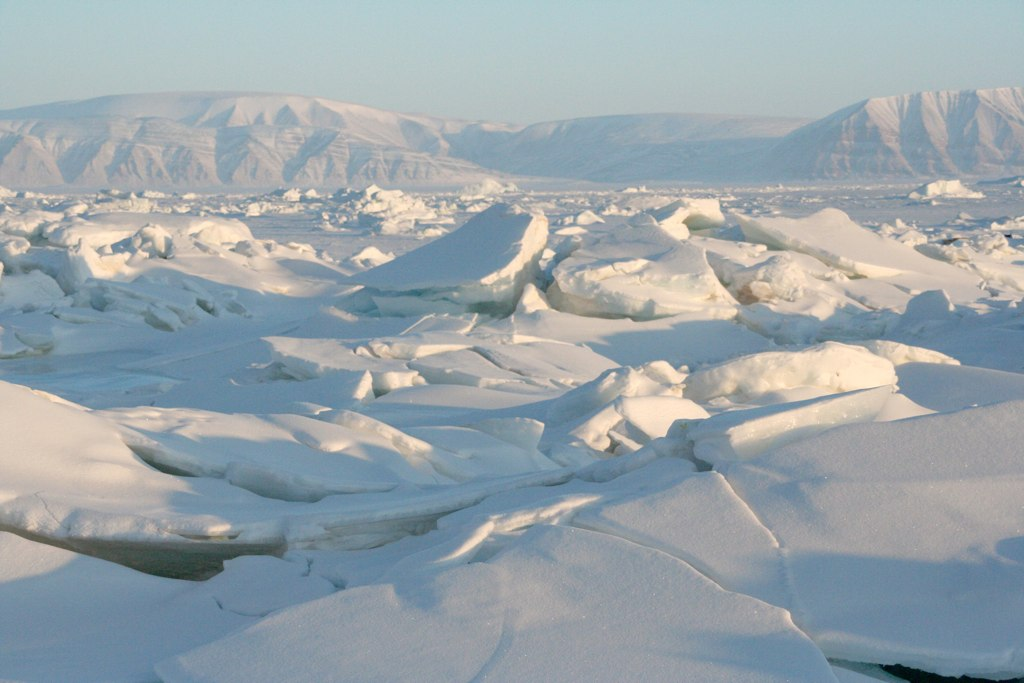
Eisschollen bei Thule

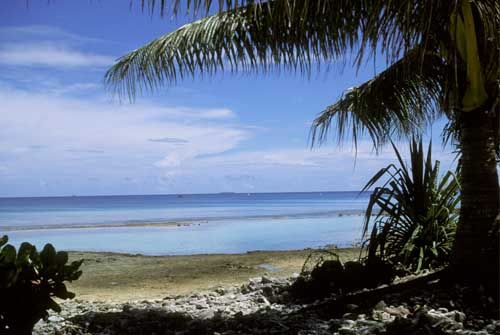
Ein Strand der Inselgruppe Tuvalu

Auf der UN-Klimakonferenz in Kopenhagen 2009 einigten sich die beteiligten Staaten darauf, den globalen Anstieg der Temperaturen auf weniger als 2 ° Celsius zu begrenzen. Die Bewohner des Inselstaates Tuvalu sprachen sich dagegen aus, denn schon eine zwei Grad höhere Temperatur würde dazu führen, dass Tuvalu im Meer versinken würde. Letztlich waren sie jedoch gezwungen, das Abkommen zu unterzeichnen.
Der Dokumentarfilm von Matthias von Gunten zeigt an Beispielen real existierender Familien aus Thule und Tuvalu die Veränderungen der Lebensbedingungen dieser Menschen, welche direkt mit den Folgen der Erderwärmung konfrontiert sind: Obwohl die Orte geografisch tausende Kilometer voneinander entfernt sind, teilen sie ein gemeinsames Schicksal: Durch das Abschmelzen der Polkappen und die globale Erwärmung geht das Eis in der Gegend um Thule Jahr für Jahr weiter zurück, das Meer friert immer später zu und die Robbenjagd, die Lebensgrundlage der dortigen Bewohner, wird immer schwieriger (siehe auch Shishmaref, Alaska).
Auch auf Tuvalu hat diese Entwicklung durch einen stetigen Anstieg des Meeresspiegels für die dortige Bevölkerung negative Auswirkungen, denn der höchste Punkt der Inselgruppe liegt nur rund vier Meter über dem Meeresspiegel. Das ansteigende Meerwasser überflutet bereits regelmäßig einige Bereiche und das aus Regenwasserreservoirs bestehende Trinkwasser wird zunehmend mit Salzwasser vermischt, sodass die heimischen Pflanzen eingehen und ein Anbau von Nahrungsmitteln kaum noch möglich ist. Einige Bewohner, die es sich finanziell leisten konnten, sind daher bereits nach Neuseeland ausgewandert.